# Сумаково
Сумаково — деревня в Тутаевском районе Ярославской области. Входит в состав Чёбаковского сельского поселения, относится к Чебаковскому сельскому округу.

## География
Расположена в 7 км от ж/д станции Чёбаково на линии Ярославль — Рыбинск, в 17 км на северо-восток от центра поселения посёлка Никульское и в 13 км на юг от райцентра города Тутаев.

## История
Первое упоминание о селе встречается в переписных книгах 1678 года «Село Сумаково, а в нём церковь Живоначальной Троицы с приделы. У церкви (д) попов, (д) дьячков на Степанове поместной земле Алексеева сына Суморокова вопче с розными помещики». Каменный храм с колокольней построен в 1836 году на средства прихожан и благодетелей на месте утраченной деревянной церкви. Престолов было два: во имя Святой Живоначальной Троицы; во имя преподобного Авраамия, архимандрита Ростовского. 
В конце XIX — начале XX века село входило в состав Максимовской волости Романово-Борисоглебского уезда Ярославской губернии.
С 1929 года село входило в состав Чебаковского сельсовета Тутаевского района, с 2005 года — в составе Чёбаковского сельского поселения.

## Население
| 1859 | 1914 | 2002 | 2007 | 2010 |
| ---- | ---- | ---- | ---- | ---- |
| 40   | ↗42  | ↘10  | ↘6   | ↗11  |

## Достопримечательности
В деревне расположена недействующая Церковь Троицы Живоначальной (1836).